# Копперополіс (Каліфорнія)
Копперополіс (англ. Copperopolis) — переписна місцевість (CDP) в США, в окрузі Калаверас штату Каліфорнія. Населення — 3400 осіб (2020).

## Географія
Копперополіс розташований за координатами 37°56′12″ пн. ш. 120°37′40″ зх. д. / 37.93667° пн. ш. 120.62778° зх. д. (37.936675, -120.627704).  За даними Бюро перепису населення США в 2010 році переписна місцевість мала площу 55,51 км², з яких 53,84 км² — суходіл та 1,67 км² — водойми.

## Демографія
Згідно з переписом 2010 року, у переписній місцевості мешкала 3671 особа в 1466 домогосподарствах у складі 1070 родин. Густота населення становила 66 осіб/км².  Було 2336 помешкань (42/км²).
Расовий склад населення:
| - 90,4 % — білих - 1,2 % — корінних американців - 1,0 % — азіатів - 0,8 % — чорних або афроамериканців - 0,3 % — вихідців з тихоокеанських островів - 2,3 % — осіб інших рас |

До двох чи більше рас належало 4,0 %. Частка іспаномовних становила 12,4 % від усіх жителів.
За віковим діапазоном населення розподілялося таким чином: 21,3 % — особи молодші 18 років, 60,9 % — особи у віці 18—64 років, 17,8 % — особи у віці 65 років та старші. Медіана віку мешканця становила 46,9 року. На 100 осіб жіночої статі у переписній місцевості припадало 102,4 чоловіків;  на 100 жінок у віці від 18 років та старших — 103,0 чоловіків також старших 18 років.
Середній дохід на одне домашнє господарство  становив 79 847 доларів США (медіана — 60 568), а середній дохід на одну сім'ю — 93 635 доларів (медіана — 73 125). Медіана доходів становила 47 845 доларів для чоловіків та 43 669 доларів для жінок. За межею бідності перебувало 9,7 % осіб, у тому числі 12,0 % дітей у віці до 18 років та 2,1 % осіб у віці 65 років та старших.
Цивільне працевлаштоване населення становило 1794 особи. Основні галузі зайнятості: освіта, охорона здоров'я та соціальна допомога — 15,5 %, роздрібна торгівля — 13,9 %, публічна адміністрація — 12,2 %, мистецтво, розваги та відпочинок — 10,5 %.